# إقالة يون سوك يول
في 14 ديسمبر 2024، أقيل الرئيس الكوري الجنوبي يون سوك يول من منصبه من قبل الجمعية الوطنية. جاء هذا الإجراء رداً على إعلان يون للأحكام العرفية في 3 ديسمبر 2024 م، والذي تم إلغاؤه من قبل الجمعية الوطنية وسحبه رسمياً بعد ست ساعات في 4 ديسمبر.
تولى رئيس الوزراء الحالي هان دوك-سو دور الرئيس المؤقت في انتظار قرار المحكمة الدستورية بشأن إزالة يون من منصبه. جرت محاولة طرح مشروع قانون للعزل في تصويت برلماني في 7 ديسمبر 2024، لكنه فشل لعدم اكتمال النصاب القانوني المطلوب، حيث قاطع أعضاء حزب سلطة الشعب الحاكم التصويت.
يعد هذا المشروع ثالث محاولة لعزل رئيس في كوريا الجنوبية: أقيل رو مو-هيون في عام 2004 لكنه برئ من قبل المحكمة الدستورية، بينما تمت إقالة بارك غن هي في عام 2016 وعُزلت رسمياً في عام 2017 بعد تأكيد المحكمة الدستورية.
أظهرت استطلاعات الرأي حول رئاسة يون سوك يول طوال عام 2024 انتقادات مستمرة من الغالبية لأدائه وتصرفاته كقائد. أدى إعلان الأحكام العرفية إلى تصعيد هذه الآراء ودفع معظم الكوريين الجنوبيين إلى المطالبة باستقالته طواعية أو عزله رسمياً. شهدت الاحتجاجات ضد إجراءات الحكومة مشاركة مئات الآلاف في المظاهرات خلال شهر ديسمبر.